# Bollmannia chlamydes
Bollmannia chlamydes és una espècie de peix de la família dels gòbids i de l'ordre dels cipriniformes que es troba des de Colòmbia fins al nord del Perú.